# Klas Pontus Arnoldson
Klas Pontus Arnoldson (27 tháng 10 năm 1844 – 20 tháng 2 năm 1916), là một ký giả, chính trị gia, nghị sĩ quốc hội, tác giả người Thụy Điển và là người theo chủ nghĩa hòa bình.
Arnoldson là con của Olof Andersson và Inga Hagbom von Seth (gốc người Hà Lan nhập cư). Ông được bầu vào Hạ nghị viện Thụy Điển từ năm 1882 - 1887.
Ông là hội viên sáng lập và là chủ tịch của Hội Trọng tài và Hòa bình Thụy Điển (Svenska Freds- och Skiljedomsföreningen) năm 1883. Ông đã được tặng thưởng giải Nobel Hòa bình năm 1908, chung với người Đan Mạch Fredrik Bajer.